# Harry Hooper (calciatore 1933)
Harold Hooper (Pittington, 14 giugno 1933 – 26 agosto 2020) è stato un calciatore inglese, di ruolo centrocampista.

## Carriera

### Club
Nativo di Pittington, Contea di Durham, Hooper iniziò a giocare a calcio a livello giovanile nell'Hylton Colliery. Nel 1950 venne acquistato dal West Ham (all'epoca in Second Division), dove il padre Harry Hooper Senior faceva parte dello staff tecnico: giocò la prima gara con la squadra londinese il 3 febbraio 1951 contro il Barnsley e nella stagione d'esordio marcò 3 reti in 11 presenze. Nelle due stagioni successive rimase riserva, raccogliendo solo 16 presenze in campionato e nessuna in FA Cup, diventando però titolare nella seconda parte della stagione 1953-1954, siglando 8 reti in 26 gare tra campionato e coppa. Diventato titolare, nelle due stagioni seguenti segnò rispettivamente 11 e 16 reti, ma la squadra non riuscì a conquistare la promozione in First Division.
Nel 1956, dopo sei stagioni nel West Ham nelle quali giocò 119 partite e segnò 39 reti, venne acquistato dai Wolverhampton Wanderers (guidati da Stan Cullis) per 25.000 sterline; lo stesso Cullis lo volle come sostituto di Johnny Hancocks, ed ebbe modo di dichiarare: "Come Hancocks, Hooper era veloce, diretto, capace di giocare su entrambi i lati del campo, potente e preciso nel controllo di palla con entrambi i piedi. In pratica, era un'ala ideale". Nei Wanderers rimase però soltanto una stagione, nonostante le 19 reti segnate in 39 gare che fecero di lui il capocannoniere della squadra; Cullis a tal proposito dichiarò: "Al Molineux, Hooper trovò molto difficile adattarsi al nostro stile di gioco. Ha giocato diverse partite eccezionali, ma non c'è dubbio che non abbia messo in atto quei principi tattici che io considero fondamentali".
Nel dicembre del 1957 Hooper passò quindi al Birmingham City per 20.000 sterline: con la squadra di Birmingham militò per quasi tre stagioni, siglando 34 reti in 105 partite ed arrivando alla finale della Coppa delle Fiere 1958-1960, dove la squadra inglese fu sconfitta dal Barcellona. Difatti, dopo lo 0-0 all'andata in Inghilterra, gli spagnoli vinsero in casa per 4-1, con Hooper che segnò l'unica rete per la sua squadra.
Nel 1960 venne ceduto al Sunderland per 18.000 sterline, squadra nella quale resterà per due stagioni e mezzo siglando 16 reti in 65 presenze complessive: giocò gli ultimi anni della carriera in formazioni minori come Kettering Town, Dunstable Town e Heanor Town, prima di ritirarsi definitivamente dal calcio giocato.

### Nazionale
Grazie alle buone prestazioni con la maglia del West Ham, Hooper venne convocato con riserva per il Campionato mondiale di calcio 1954, ma non prese mai parte alla competizione, rimanendo in Inghilterra senza andare in Svizzera e senza mai esordire con la maglia della Nazionale maggiore. Negli anni successivi venne convocato per l'Inghilterra B, nella quale raccolse 6 presenze e 2 reti dal 1954 al 1957, e nell'Inghilterra under 23, dove giocò 3 partite (di cui solo 2 ufficiali) siglando due reti nel 1955.
Altre presenze di caratura internazionale furono la convocazione nella Football League XI, che sfidò la rappresentativa della Irish League nel 1954 e quella della Scottish League nel 1955.